# Öskemen
Öskemen (in kazako Өскемен?) o Ust'-Kamenogorsk (in russo Усть-Каменогорск?), è una città del Kazakistan, capoluogo della regione del Kazakistan Orientale. È sede di una grossa centrale idroelettrica a capo della quale fu esiliato nel 1961 Malenkov.

## Geografia
Sorge alla confluenza del fiume Ul'ba nel fiume Irtyš. A 10 km a nordovest dal centro si trova l'aeroporto di Öskemen.

## Sport
Notevole la squadra di hockey Torpedo Hockey Club, che ha formato molti giocatori della NHL.

## Clima
| Öskemen (1991-2020) Fonte: | Mesi         | Mesi         | Mesi         | Mesi         | Mesi        | Mesi        | Mesi        | Mesi        | Mesi        | Mesi         | Mesi         | Mesi         | Stagioni | Stagioni | Stagioni | Stagioni | Anno  |
| Öskemen (1991-2020) Fonte: | Gen          | Feb          | Mar          | Apr          | Mag         | Giu         | Lug         | Ago         | Set         | Ott          | Nov          | Dic          | Inv      | Pri      | Est      | Aut      | Anno  |
| -------------------------- | ------------ | ------------ | ------------ | ------------ | ----------- | ----------- | ----------- | ----------- | ----------- | ------------ | ------------ | ------------ | -------- | -------- | -------- | -------- | ----- |
| T. max. media (°C)         | −9,8         | −7,0         | 0,4          | 13,9         | 21,6        | 26,2        | 27,8        | 26,7        | 20,6        | 12,3         | 0,6          | −6,8         | −7,9     | 12,0     | 26,9     | 11,2     | 10,5  |
| T. media (°C)              | −15,3        | −13,3        | −5,5         | 7,0          | 14,1        | 19,2        | 20,5        | 18,5        | 12,3        | 5,4          | −4,7         | −11,6        | −13,4    | 5,2      | 19,4     | 4,3      | 3,9   |
| T. min. media (°C)         | −20,4        | −19,2        | −11,0        | 0,5          | 6,9         | 12,5        | 14,2        | 11,4        | 4,6         | −0,2         | −9,1         | −16,3        | −18,6    | −1,2     | 12,7     | −1,6     | −2,2  |
| T. max. assoluta (°C)      | 8,0 (2015)   | 10,5 (2002)  | 22,0 (1989)  | 31,9 (2020)  | 38,0 (1980) | 37,5 (1988) | 41,0 (1974) | 42,8 (1988) | 37,4 (2003) | 29,3 (1997)  | 22,7 (2017)  | 11,9 (2013)  | 11,9     | 38,0     | 42,8     | 37,4     | 42,8  |
| T. min. assoluta (°C)      | −47,2 (1969) | −44,6 (2001) | −40,0 (1971) | −26,1 (1969) | −7,3 (2004) | −1,3 (1992) | 1,3 (2003)  | −0,7 (1982) | −8,9 (2021) | −21,5 (1987) | −42,8 (1987) | −42,2 (1959) | −47,2    | −40,0    | −1,3     | −42,8    | −47,2 |
| Precipitazioni (mm)        | 24           | 24           | 28           | 33           | 38          | 41          | 63          | 33          | 27          | 42           | 46           | 34           | 82       | 99       | 137      | 115      | 433   |